# Rasta (Einheit)
Die Rasta war ein germanisches Längenmaß. Sie war das größte Maß und lag im Bereich heutiger Meilen. Das Maß existierte, wie auch die Leuge, neben dem geltenden römischen Maß.
Die Maßkette war:
- 1 Rasta = 2 Stunden = 3 Meilen (röm.) = 24 Stadien = 120 Juctus = 125 Juchart (gallisch) = 277 Ruten (des Klosters St. Germain) = 833 Ruten (1 carolingische R.= 18 Fuß) = 1.500 Ruten (röm.) = 3.000 Doppel-Schritte (passus dextrus) = 6.000 Schritte (gressus) = 10.000 Ellen = 15.000 Fuß = 60.000 Spann = 240.000 Zoll (Finger) = 4.444 Meter (oder 4.400 Meter[1])

Die Rasta gleicht etwa einer französischen Lieue.